# Krim-offensiven
Krimoffensiv (russisk: Крымская наступательная операция, dansk: ~ Krims offensive operation; tysk: Schlacht um die Krim, dansk: ~ Slaget om Krim, 8. april - 12. maj 1944) var en række af den Røde Hærs offensive operationer, der var rettet mod det tyskbesatte Krim. Kampene omfattede Den Røde Hærs fjerde ukrainske front og den tyske 17. Arme fra Heeresgruppe A, der bestod af Wehrmacht og rumænske formationer. Kampene sluttede med tyskernes evakueringen af Krim. Tyske og rumænske styrker led betydelige tab under evakueringen.

## Situationen før operationen
Som følge af Nizjnedneprovskajas strategiske operation 26. september til 20. december 1943 var den tyske 17. Arme fra Heeresgruppe A blevet isoleret på Krim, mente den øverste ledelse af Wehrmacht, at det forekom uhensigtsmæssigt at fastholde styrkerne på Krim. Imidlertid beordrede Hitler at forsvare Krim til det sidst mulige, idet han troede, at halvøens overgivelse ville få Rumænien og Bulgarien til forlade Aksemagterne.

## Kamphandlingerne
Kamphandlingerne indledtes den 8. april. To dage senere blev det tyske forsvar overvundet. 2. gvardejskaja arme indledte en offensiv mod Armjansk på det nordlige Krim, og 51. arme omringede de tysk-rumænske tropper. For at undslippe belejringen indledte de tysk-rumænske allierede et tilbagetog. Om natten den 11. april angreb tropperne under kommando af Andrej Jerjomenko Kertj og tog kontrollen med byen om morgenen. Den 13. april faldt Simferopol også. Den 15. april marcherede den røde hær mod Sevastopol. Fra den 16.-30. april forsøgte sovjetiske tropper gentagne gange at storme byen. 3. maj mente Erwin Jaenecke af muligheden for at kunne forsvare byen var udtømte, og han blev frataget kommandoen. Den sovjetiske komando indledte et omfattende angreb på Sevastopol den 5 maj. Efter fire dages hårde kampe kunne de sovjetiske tropper befri byen den 9. maj.
Den 12. maj overgav de sidste lommer af wehrmachttropper på Heracles halvøen.
General Kurt von Tippelskirch beskriver begivenhederne i kampens sidste dage således:
| Citat                 | Rester af tre tyske divisioner og et stort antal af spredte grupper af tyske og rumænske soldater flygtede til Heracles halvøen, som de forsvarede med den dødsdømtes desperation, uden et øjeblik at opgive håbet om at blive evakueret. Men deres standhaftighed viste sig at være forgæves. Den 10. maj modtog de fantastiske nyheder, at de lovede transportskibe blev forsinket i 24 timer. Men den næste dag spejdede de forgæves efter de reddende både i horisonten. Fanget på en smal landtange, udsat for kontinuerlige luftangreb og angreb af meget overlegne fjendtlige styrker, mistede de tyske tropper alt håb om at slippe ud af dette helvede, levende. Forhandlingerne med fjenden om overgivelse satte en stopper for de meningsløse forventninger om hjælp. | Citat |
| Kurt von Tippelskirch | |       |

## Resultat
Krim-operationen var en total nedkæmpning af Wehrmachts 17. Arme, med uoprettelig tab. Kampene havde kostet Wehrmacht knap 100.000 faldne og tilfangetagne. Til dette tal skal lægges betydelige tab af wehrmachttropper under evakueringen over havet, hvorunder store dele af den rumænske Sortehavet flåde blev ødelagt. Især udsattes evakueringsflåden for flyangreb og de tyske transportskibe "Totila" og "Teja" blev sænket med omkring 8.000 soldater. Således er de samlede  tysk-rumænske tab anslået til 140.000 soldater og officerer.
Som følge af Krims befrielse blev truslen mod den sydlige fløj af røde hærs sydfront fjernet, og flådens vigtigste flådebase, Sevastopol, blev befriet. Samtidigt betød sejren på Krim, at Sovetunionen igen fik kontrol over Sortehavet, hvilket undergravede Tysklands position i Rumænien, Tyrkiet og Bulgarien.

## Literatur
- Clodfelter, M. (2017). Warfare and Armed Conflicts: A Statistical Encyclopedia of Casualty and Other Figures, 1492-2015 (4th udgave). Jefferson, North Carolina: McFarland. ISBN 978-0786474707.
- Pickert, W. Vom Kuban-Brueckenkopf bis Sewastopol – Flakartillerie im Verband der 17. Armee'
- Glantz, David M. & House, Jonathan (1995). When Titans Clashed: How the Red Army Stopped Hitler. Lawrence, Kansas: University Press of Kansas. ISBN 0-7006-0899-0.
- Ziemke, E.F. 'Stalingrad to Berlin'
- Müller, Rolf-Dieter. Der letzte deutsche Krieg 1939–1945. Stuttgart 2005. ISBN 3-608-94133-9